# 尼加拉瓜鱗鱂
尼加拉瓜鱗鱂，為輻鰭魚綱鯉齒目鯉齒亞目花鳉科的其中一種，分布於中美洲瓜地馬拉南部至尼加拉瓜的淡水流域，體長可達5公分，棲息在水質清澈、流動快速的溪流，屬肉食性，生活習性不明，可作為觀賞魚。

## 擴展閱讀
維基物種上的相關：尼加拉瓜鱗鱂